# Стабат Матер

Зображення Страдальної Мати, Тіціан (1554)

«Страдальна Мати» або «Стабат Матер» (лат. Stabat Mater) — римський католицький гімн, автором якого вважається італійський поет XIII століття Якопоне да Тоді. Свою назву одержав за першими рядками «Stabat Mater dolorosa», що в перекладі означає «Стояла мати скорбна». Перша його частина оповідає про страждання Діви Марії під час розп'яття Ісуса Христа, а друга є благанням грішника про дарування йому раю після смерті.

## Поетичний текст «Stabat Mater»
Походження тексту молитви «Stabat Mater» дослідники пов'язують з францисканським чернечим орденом XII–XIII століть, з ім'ям поета-лаудиста Якопо да Тоді (справжнє ім'я Якопо да Бенедетті), хоча існують версії авторства св. Бонавентури та папи Іннокентія III. Відповідно до традицій середньовічної культури молитва компонувалася з фрагментів ранніх поетичних взірців, характерних словосполучень, що формувалися ще з кінця XI століття. Вперше латинські строфи молитви «Stabat Mater» було виявлено у молитовниках та благовійних книжках для приватного користування. Найбільш раннім джерелом вважається взірець 1320 року.
Текстові варіанти «Stabat Mater»: «Analecta»-версія — за назвою книги, де її надруковано, та нині діюча (з 1908 року) ватиканська містять по 20 терцин (8+8+7), об'єднаних попарно стрункою ритмо-схемою ААВ ССВ. Композиційна структура молитви зумовлена фазністю оповідності-молитовності-катарсису, драматургічний рух віддзеркалює емоційну двоїстість станів скорботи та екстатичного піднесення, що створюють особливу експресію і внутрішню динаміку молитви.
Текст

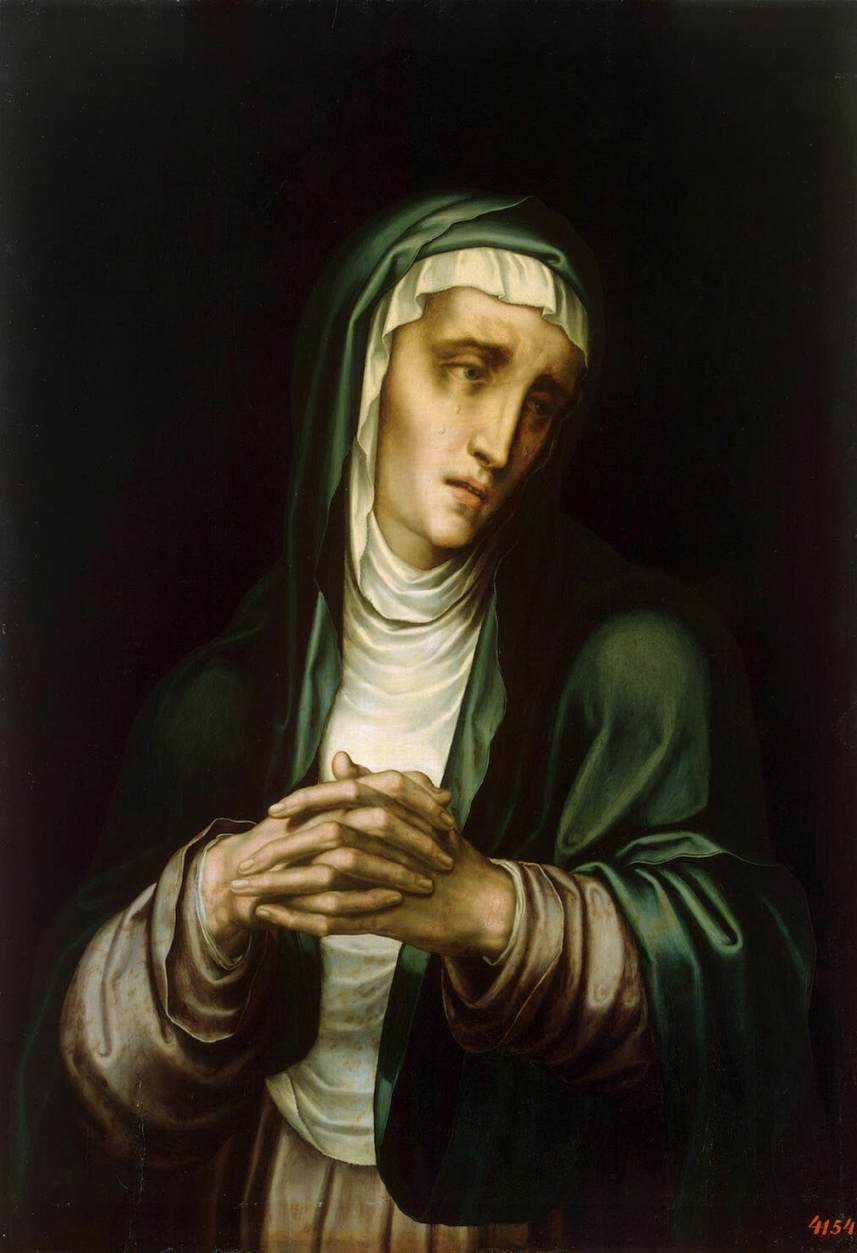
Мати скорботна на полотні іспанського художника Луїса де Моралеса (1510–1586)

| Stabat mater dolorosa iuxta Crucem lacrimosa, dum pendebat Filius. Cuius animam gementem, contristatam et dolentem pertransivit gladius. O quam tristis et afflicta fuit illa benedicta, mater Unigeniti! Quae maerebat et dolebat, pia Mater, dum videbat nati poenas inclyti. Quis est homo qui non fleret, matrem Christi si videret in tanto supplicio? Quis non posset contristari Christi Matrem contemplari dolentem cum Filio? Pro peccatis suae gentis vidit Iesum in tormentis, et flagellis subditum. Vidit suum dulcem Natum moriendo desolatum, dum emisit spiritum. Eia, Mater, fons amoris me sentire vim doloris fac, ut tecum lugeam. Fac, ut ardeat cor meum in amando Christum Deum ut sibi complaceam. Sancta Mater, istud agas, crucifixi fige plagas cordi meo valide. Tui Nati vulnerati, tam dignati pro me pati, poenas mecum divide. Fac me tecum pie flere, crucifixo condolere, donec ego vixero. Iuxta Crucem tecum stare, et me tibi sociare in planctu desidero. Virgo virginum praeclara, mihi iam non sis amara, fac me tecum plangere. Fac, ut portem Christi mortem, passionis fac consortem, et plagas recolere. Fac me plagis vulnerari, fac me Cruce inebriari, et cruore Filii. Flammis ne urar succensus, per te, Virgo, sim defensus in die iudicii. Christe, cum sit hinc exire, da per Matrem me venire ad palmam victoriae. Quando corpus morietur, fac, ut animae donetur paradisi gloria. Amen. | Стояла Мати скорбна у хреста благального, коли було розп'ято її Сина. чию душу, що стинає, співчуває і страждає простромив меч. О, яка сумна та нещасна Була та благословенна, Мати Єдинородного! . Як горювала та страждала, Милосердна Мати, коли бачила Муки славного Сина! Яка людина не заридає, Коли побачить Матір Христа, В таких стражданнях? Хто зможе не засмутитись, Матір Христа спостерігаючи, Що страждає з Сином? За гріхи свого роду, Бачить Ісуса в тортурах, Якого побивають батогами. Вона бачить милого Сина. Що помирає у відчаї, Коли Він віддає духа. Що ж, Мати, джерело любові, І мені відчути силу скорботи Дай, і я буду плакати з тобою. Зроби, щоб моє серце розпалилось В любові до Христа Бога, Щоб я став кращим. Свята Мати, зроби так, Щоб рани розп'ятого на хресті Увійшли в моє серце. Твого пораненого Сина Що гідно прийняв муки за мене, Страждання зі мною розділи. Дозволь мені ридати з Тобою, Співчувати розп'ятому, Поки я буду живий. У хреста з Тобою стояти, Тобі всією душею супроводжувати У плачі хочу. Діва з дів пресвітла, Ти мені вже не гірка, Дозволь ридати з тобою. Зроби, щоб я відчув смерть Христа Страждання зроби співучасником, І збери всі удари. Нехай мене поранять бичами, Дай мені упитися хресною мукою Та стражданнями Сина. Не згоріти мені в полум’ї запаленому, Через тебе, Діво, мене захистиш В день страшного суду. Христос, коли все пройде, Дай мені через Матір Свою Прийти до перемоги. Коли моє тіло помре Зроби, щоб душі була дарована Райська слава. Амінь! |

## Культове призначення
У римо-католицьке Богослужіння «Stabat Mater» увійшла наприкінці XIV століття як секвенція, що звучала після «Alleluia» перед виголошенням Євангелія у Месі Співчуття Благословенній Діві Марії — «Stabant juxta crucem» (Стояння під Хрестом). Секвенція «Stabat Mater» з «Liber usualis»:
Пізніше, після заборони Тридентським собором (1545—1563), «Stabat Mater» побутувала як гімн офіцію. Безкомпромісне рішення церковних діячів зумовлено тим, що секвенція швидко перетворювалась на самостійний ліричний жанр, запозичуючи образи й інтонаційно-лексичні знаки з народної піснетворчості. Втративши статус секвенції у католицькій месі, «Stabat Mater» тим не менш не зникла з церковної практики, а використовувалась в молебнях до Марії, лауретанській літанії (Lauretanische Litanei), на свято Воздвиження Хреста, а також під час великопісної «Хресної дороги». В офіції, що включає усі служби добового циклу, крім меси, текст молитви розподілено на три частини. На вечірні (Vesperae) виконуються 1–10 терцини, на утрені (Matutinum) — 11–14 терцини та на лаудах (Laudes) — 15–20 терцини. Мелодія гімну «Stabat Mater» з «Antiphonale Romanum» (чи зведеного зібрання «Liber usualis») супроводжує першу терцину молитви і повторюється у всіх наступних:
До меси «Stabat Mater» було повернено спеціальним дозволом Папи Бенедикта XIII аж на початку XVIII століття (1727) як секвенцію Богослужіння до свята Семи Скорбот Богородиці (лат. Festum septem dolorum B.M.V), яке щороку відзначається 15 вересня (Missale, 634–637). Перші згадки про музичну версію молитви до Скорботної Богоматері в культових ритуалах розміщено в італійських хроніках кінця XIV століття.

## «Stabat Mater» у композиторській творчості

### «Stabat Mater» ренесансної доби
Перші авторські багатоголосні «Stabat Mater» з'явились в епоху Ренесансу і пов'язані з жанрами лауду та мотету. Найдавніша чотириголосна «Stabat Mater»-лауда (1485) І. Даммоніса відтворює лише першу строфу, за моделлю якої виконувались наступні. Важливе місце у становленні «Stabat Mater» належить англійським поліфоністам XV — початку XVI століття. Характерологічними ознаками англійських «Stabat Mater» XV–XVI століть (Дж. Брауна, Р. Деві, В. Корниша, Т. Ешвеля) є численні компіляції латинського тексту зі спорідненими за структурою строфами чи поезіями-наслідуваннями («Stabat Mater, rubens rosa»), 5–6-голосний склад, вибаглива мелодична лінія та ускладнена ритміка кореспондують із пізньоготичною архітектурою та тогочасними пошуками майстрів нідерландської школи. Досконалими взірцями вважаються франко-фламандські та італійські «Stabat Mater»-мотети (Жоскена Депре, Г. Веербеке, Ф. Гаффуріуса). Для них притаманні: безцезурна або дво(три)-роздільна будова; хорове багатоголосся a cappella (3–12 голосів); наявність тенорового cantus firmus з культовим або світським текстом (шансон у Жоскена); широка ужиткова функція. Наприкінці XVI століття на перший план виходить новий тип багатохорного «Stabat Mater» (Орландо ді Лассо, Джованні да Палестрина).

### «Stabat Mater» барокової доби
Бароко демонструє еволюційну траєкторію «Stabat Mater» від хорових творів з basso continuo (Естебан Бартоло, Дж. Сільвані), перших сольних «Stabat Mater» (К. Сарацині) до композицій кантатного типу. «Stabat Mater» з-поміж інших культових жанрів виявилася оптимальною для втілення драматизму, емоційно напружених барокових протиставлень, що резонували з надмірною екзальтацією середньовічної молитви. Поява «мішаних» жанрово-стильових утворень («in mixto genere») відзначена утвердженням гомофонно-гармонічного складу, виокремленням сольних партій з інструментальним супроводом, розширенням масштабів, яскравим контрастуванням образних сфер. «Stabat Mater» асимілювала риси як театральної, так і світської інструментальної музики: від першої запозичила великі вокальні форми та драматичні закономірності, від другої — риторичні фігури та суто музичні принципи розвитку матеріалу.

### XVIII століття: кантатний тип
XVIII століття знаменне оновленням виконавського складу «Stabat Mater», формуванням нового кантатного жанрового типу з оркестровим акомпанементом та чергуванням сольних і хорових частин. Його створення зумовлене здобутками попереднього століття: утвердженням гомофонно-гармонічного складу та народженням опери. Не випадково серед авторів «Stabat Mater» фігурують імена відомих оперних майстрів: Т. Траетти, А. Драгі, А. Скарлатті, Дж. Перголезі, М. Циані, А. Стеффані.
У XVIII столітті «Stabat Mater» сформувала два жанрові різновиди: камерної кантати для одного чи кількох солістів, basso continuo та ансамблю інструментів (А. Скарлатті, Дж. Перголезі, А. Вівальді, Л. Боккеріні) та великої кантати для солістів, хору, оркестру (Е. Асторги, А. Кальдари, Ф. Туми, Й. Гайдна), активно адаптувавши систему оперної трагедійної образності та вокальної інтонаційності (арії lamento, розгорнуті ансамблі та хори).
Пріоритетне місце в жанровому розвитку «Stabat Mater» XVIII століття належало Італії (Неаполь), Австрії (Відень) та Південній Німеччині. «Stabat Mater» Дж. Перголезі (1736) незмінно залишається еталоном жанру, протягом трьох століть зберігаючи стійку традицію епігонства (Дж. Абос, П. Кафаро, Т. Траетта Дж. Джордано).

### Stabat Mater ХІХ століття
Розвиток «Stabat Mater» XIX століття характеризується співіснуванням обох жанрових моделей: кантатних — у Ф. Шуберта, Дж. Россіні, О. Львова, А. Дворжака, і мотетних — у Ш. Гуно, Й. Райнбергера, Ф. Ліста, Дж. Верді. Кантатні демонструють шлях монументалізації, симфонізації, збагачення іншожанровими елементами, мотетні постають у руслі ретроспективних тенденцій цециліанства з орієнтацією безцезурний тип композиції та хоровий склад а cappella або у супроводі органа (К. Етт).
Середньовічна молитва отримує своєрідне втілення в кожній з національних шкіл. Для Італії притаманною стала театралізація, монументалізація жанру, культивування віртуозного виконавства (стиль bell canto), пошуки шляхів втілення в жанрі оперних принципів Дж. Россіні, Дж. Верді. Секуляризацію жанрової системи найкраще репрезентує композиція Дж. Россіні, яку внесено до «чорного списку» музичних творів, заборонених до виконання у церкві за невідповідність духу церковної музики.
В Австрії та Німеччині поширились численні обробки католицької молитви для протестантського середовища. У «Stabat Mater» втілені засади німецької культури бідермаєра з її життєво-практичною філософією (твори К. Рунгенхагена та Й. Райнбергера).
Використання національного перекладу у «Stabat Mater» Ш. Гуно та звернення до мотетності визначило своєрідну лінію розвитку жанру у Франції, засвідчивши глибинні зв'язки з давніми традиціями французького церковного музикування.
Слов'янська версія католицької молитви А. Дворжака, що вражає глибоко індивідуальним тлумаченням Євангельської містерії крізь призму особистої трагедії.
Особливе місце в галереї жанрових різновидів посіли композиції, що виступають частинами масштабних циклічних форм, відтворюючи драматургічну ситуацію «жанру в жанрі»: «Stabat Mater» Ф. Ліста з ораторії «Христос», «Stabat Mater» Дж. Верді з «Чотирьох духовних п'єс». Ідеали цециліанського реформаторського руху за відновлення церковного католицького співу цециліанства отримали своєрідне відображення у фундаментальній епопеї-ораторії Ф. Ліста «Христос», 12-та частина якої «Stabat Mater» інтонаційно виростає з цитати католицького гимну, виявляючи риси спорідненості з програмними симфонічними поемами. Експресивне хорове полотно Дж. Верді містить більше елементів давнього «Stabat Mater»-мотету, ніж композиції кантатного типу і стоїть вже на порозі жанрових пошуків XX століття, оскільки створювалось композитором в період поглибленого вивчення хорового письма старих італійських майстрів (Палестрини та Марчелло).
Середньовічна поетика образу «Mater Dolorosa» продемонструвала активну взаємодію з філософсько-естетичними та художніми концепціями романтизму, збагатившись семантикою емоційно-особистісного світовідчуття в контексті національних музичних традицій.

### «Stabat Mater» ХХ–ХХІ століть
У XX столітті комбінаторика жанрово-стильової гри, вільне сполучення різнопланового лексичного матеріалу — від григоріаніки до джазу, рок-музики, етноджерел та позамузичного ряду (візуальні мистецтва, пластика) формують своєрідну ідею оновленої «Stabat Mater» в площині глобального культурного та стилістичного обміну.
Рефлексії особистісної трагедії в жанрових взірцях XIX століття у XX-му поступаються місцем стражданню глобальних масштабів. Написані під враженням світових війн, репресій, катастроф, партитури постають маніфестами боротьби проти агресії, жорстокості через ідеалізацію краси та умиротворення. Тематика «Stabat Mater» XX–XXI століть розмаїта: смерть африканських дітей від голоду (С. Сато, Японія); жертви сталінських репресій (Г. Дмітрієв, Росія); психологічні проблеми помираючих від СНІДу, (Ф. Ферко, США); боротьба за визволення Батьківщини (В. Баркаускас, Литва); терористичний акт 11 вересня 2001 року (П. Тіллой, Франція); расова дискримінація (Н. Пьовані, Італія) тощо.
XX століття значно розширює карту національностей. Крізь призму образності Mater Dolorosa композитори прагнуть втілити своєрідність традицій та національний дух своєї країни. Д. Ментиджерві проводить аналогії між Mater Dolorosa та відповідними образами фінського епосу Калевала, використовує традиційні фінські мелодії в першій та останній з чотирьох частин «Stabat Mater». Наслідування стилістики та мовного діалекту мешканців островів Сардинії та Корсики, зокрема, при розігрування Страсних вистав, відтворено в композиції П. Арканджелі. Stabat Mater Я. Вайдаса вирізняється яскравим національним колоритом завдяки звучанню в оркестрі угорських цимбал.
«Stabat Mater» К. Шимановського (1926) сполучила в художній площині народного траурного дійства архаїчні пласти польського фольклору з григоріанікою та імпресіоністичною тембровою колористикою. Стильова мозаїчність «Stabat Mater» Ф. Пуленка (1950) виступила передвісником стильової гри в мистецтві постмодернізму, який в музичний царині передусім сформувався у Франції.
«Stabat Mater» постає в призмі індивідуально-авторської стилістики, оригінальних лексичних та тембральних рішень: сонористичні ефекти в партитурі К. Пендерецького (1962); tintinnabula-стиль у композиції А. Пярта (1985). Культовий жанр перетворюється на поле активної інтертекстуальної смислогри: жанрової екстраполяції (балет М. Смуїна з музикою «Stabat Mater» А. Дворжака), транскрипції (А. Вієйра), асиміляції рис суміжних або протилежних за композиційно-семантичними параметрами жанрів (кантати, реквієму та вокально-хорового циклу в Г. Дмитрієва), залучення іншожанрових елементів (сарабанда у Ф. Пуленка, колискова у Ф. Ферко та Г. Гаврилець).
Виразна тенденція зростання інструменталізму простежується в творах Ч. Стенфорда, А. Пярта, Г. Гаврилець. Радикалізм експериментів у спростовуванні іманентних жанрових ознак зумовив появу унікального в історії «Stabat Mater» взірця жанрової пародії Р. Ріма (1973). Нове осмислення категорій місця і часу в контексті взаємодії східної і західної культурних парадигм демонструє «Stabat Mater» С. Сато (1988). Шлях відродження архетипу «Mater Dolorosa», «очищення» його від модерних смислових нашарувань, відновлення першообразності канонічного тексту запропонував В. Мартинов (2004).

### «Stabat Mater» в українській музиці
В Україні активна адаптація католицької «Stabat Mater» зумовлена власною розвиненою традицією вшанування Богородиці. Здатність до співпереживання характеризує глибинну природу української душі і пояснює надзвичайне поширення, вростання образу «Mater Dolorosa», суттю якого є співстраждання Христу, в українську культурну традицію.
Традиція звернення українських композиторів до латинської молитви бере свій початок наприкінці XIX століття: перший згаданий жанровий взірець — «Stabat Mater» для хору з оркестром — належить композитору П. Данильченку. З ідеєю відродження католицьких культових жанрів пов'язане створення монументальної вокально-симфонічної «Stabat Mater» (1967) кримського композитора А. Караманова. Звернення до Богородичного ідеалу — ознака етичних пошуків українських композиторів останніх десятиліть до створення власної концепції образу «Mater Dolorosa» долучились Д. Киценко (1989), І. Щербаков (1992), М. Шух (1992), Г. Немировський (1996), Г. Гаврилець (2002), Б. Сегін (2003), що органічно відтворюють вікові традиції, а відтак домінантність жіночого начала в культурному досвіді та ментальності українців.